# Victor Chauvet
Jean-Joachim-Victor Chauvet (Tolone, 27 luglio 1788 – Hyères, 11 dicembre 1842) è stato un poeta e drammaturgo francese.

## Biografia
Nel 1793 la sua famiglia si trasferì in Italia.
Nel 1809 venne nominato presso il Conseil d'Etat del regno di Napoli dove ricoprì per diversi anni la carica di vice-governatore dei figli del re Gioacchino.
Rassegnò le dimissioni da questa carica quando Murat mise la sua spada al servizio della coalizione: ritenendo poco degno di onore rimanere al servizio di un principe che si era dichiarato nemico della Francia, lasciò Napoli.
Tornato a Tolone si dedicò interamente alle lettere e debuttò nel 1815 con un poema in tre canti intitolato Sapho.
Vinse il primo riconoscimento per la sua poesia nel 1822 e un altro premio nel 1823. Nel 1820 pubblicò un articolo molto critico sull'opera Il conte di Carmagnola di Alessandro Manzoni che rispose con la sua famosa Lettre à monsieur Chauvet sur l’unité de lieu et de temps dans la tragédie.
L'anno seguente rappresentò all'Odeon una tragedia in cinque atti e in versi, Arthur di Bretagne. Fu questo il momento culminante della vita letteraria di Victor Chauvet, che venne incoronato dall'Accademia francese, per i grandi successi in teatro.
Il 16 agosto 1825, a Cambrai, ricevette la medaglia d'oro dal presidente della "Société d'émulation" per una elegia intitolata Le Jeune Coquette.

## Opere
- Sapho, poema in tre canti (1815)
- Le Dévouement des médecins français et des sœurs de Sainte-Camille, in occasione della fiera di Barcellona (1822)
- L'Abolition de la traite des Noirs, poema (1823)
- Arthur de Bretagne, tragedia in cinque atti, Paris, Théâtre de l'Odéon, 16 agosto 1824
- Haïti, canto lirico (1825)